# 12211 Arnoschmidt
12211 Arnoschmidt eller 1981 KJ är en asteroid i huvudbältet som upptäcktes den 28 maj 1981 av den tyske astronomen Hans-Emil Schuster vid La Silla-observatoriet. Den är uppkallad efter den tyske författaren Arno Schmidt.
Asteroiden har en diameter på ungefär 16 kilometer.